# Свинолупов, Андрей Яковлевич
Андрей Яковлевич Свинолупов (9 [22] августа 1908, Кузовка, Богородицкий уезд, Тульская губерния, Российская империя — 9 декабря 1986, Кузовка, Тульская область) — командир отделения 21-го гвардейского инженерно-сапёрного батальона (35-я инженерно-сапёрная бригада, 69-я армия, 1-й Белорусский фронт), гвардии старший сержант.

## Биография
Родился в крестьянской семье в селе Кузовка Богородицкого уезда Тульской губернии (в настоящее время Богородицкий район Тульской области), русский. Окончил 4 класса школы, был крестьянином-единоличником, затем плотником-десятником, забойщиком на шахте.
Трижды призывался в ряды Красной армии: в 1930, в 1939 и Товарковским райвоенкоматом 20 мая 1941 года. На фронтах Великой Отечественной войны с июня 1941 года.
Приказом по войскам Брянского фронта от 29 мая 1942 года командир отделения сержант А. Я. Свинолупов был награждён за то, что 8—11 февраля 1942 года при строительстве переправы для танков через реки Зуша и Ока получил задание вовремя закончить работу по пригонке насадок на сваи и выполнил задание в срок.
25 июля 1944 года возле села Биндюга (Львовская область) под сильным огнём противника сапёрное отделение гвардии сержанта А. Я. Свинолупова обеспечило досрочное строительство моста и прохождение техники и войск. Приказом по 69-й армии от 25 августа 1944 года он был награждён орденом Отечественной войны 2-й степени.
В ночь на 13 января 1945 года в районе деревни Коханув (Мазовецкое воеводство) лично проделал проход в минном поле, сняв 15 мин. Сняв мины, вернулся с отделением в часть без потерь личного состава. Приказом по 61-му стрелковому корпусу от 21 января 1945 года был награждён орденом Славы 3-й степени.
При строительстве моста Через реку Одер южнее города Лебус 10 февраля 1945 года сапёры отделения А. И. Свинолупова под огнём сплавили лесоматериалы на левый берег реки и по пояс в воде наводили мост. Сам он был ранен, но продолжал выполнять работу. Приказом по 69-й армии от 31 марта 1945 года награждён орденом Славы 2-й степени.
В районе города Лебус с началом Берлинской наступательной операции 16 апреля 1945 года отделение гвардии старшего сержанта А. И. Свинолупова проделало проходы в проволочных заграждениях и сняло 22 противотанковых мины; 20 апреля 1945 года провело разведку переднего края, в результате чего были добыты ценные сведения о расположении живой силы и огневых средств противника. Указом Президиума Верховного Совета СССР от 15 мая 1946 года был награждён орденом Славы 1-й степени.
В октябре 1945 года демобилизовался. Вернулся на родину, жил в родном селе.
6 апреля 1985 года в честь 40-летия Победы награждён орденом Отечественной войны 1-й степени.
Скончался 9 декабря 1986 года.